# ムール・フリット

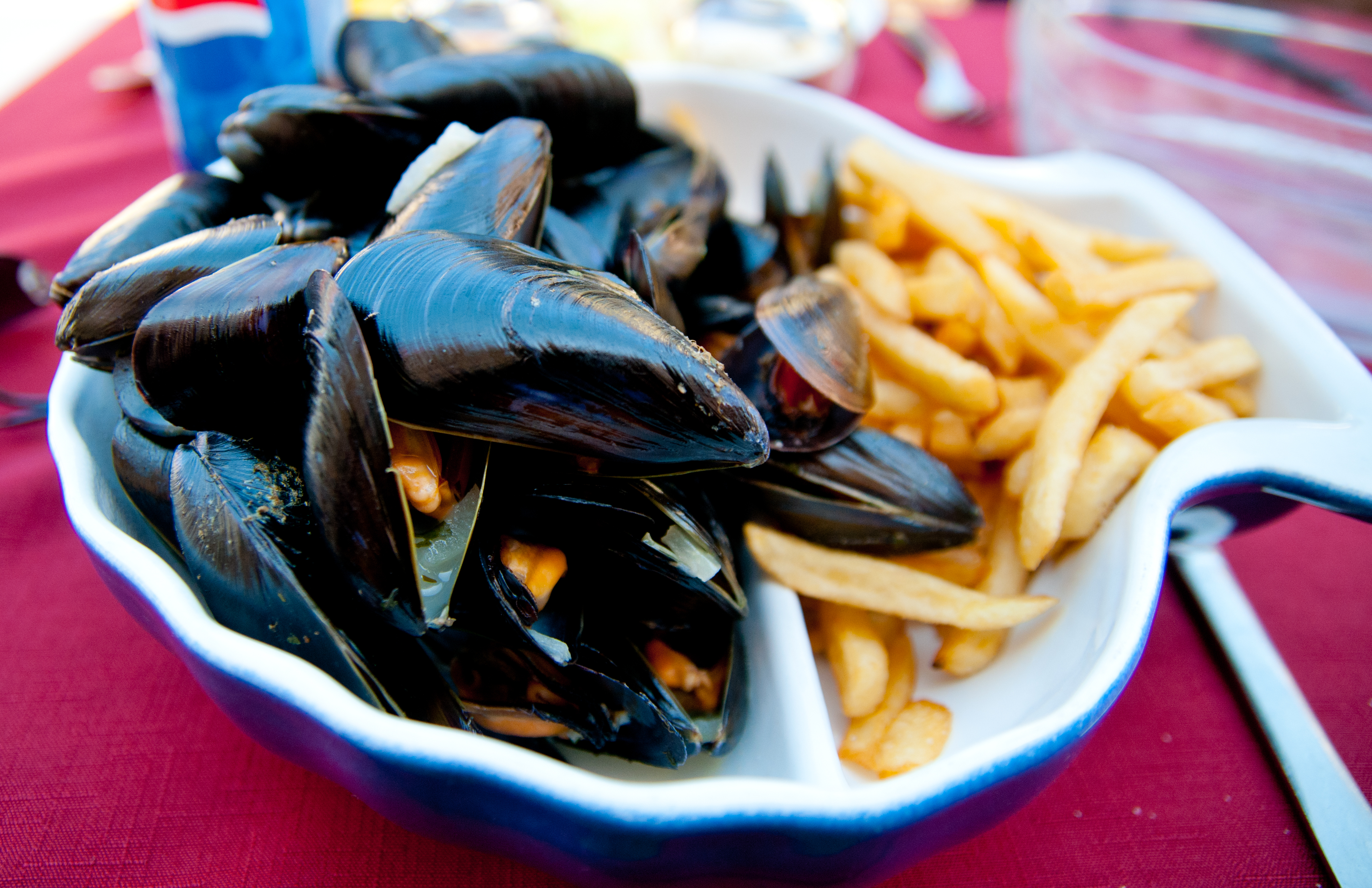
同じ皿に入れられたムール・フリット

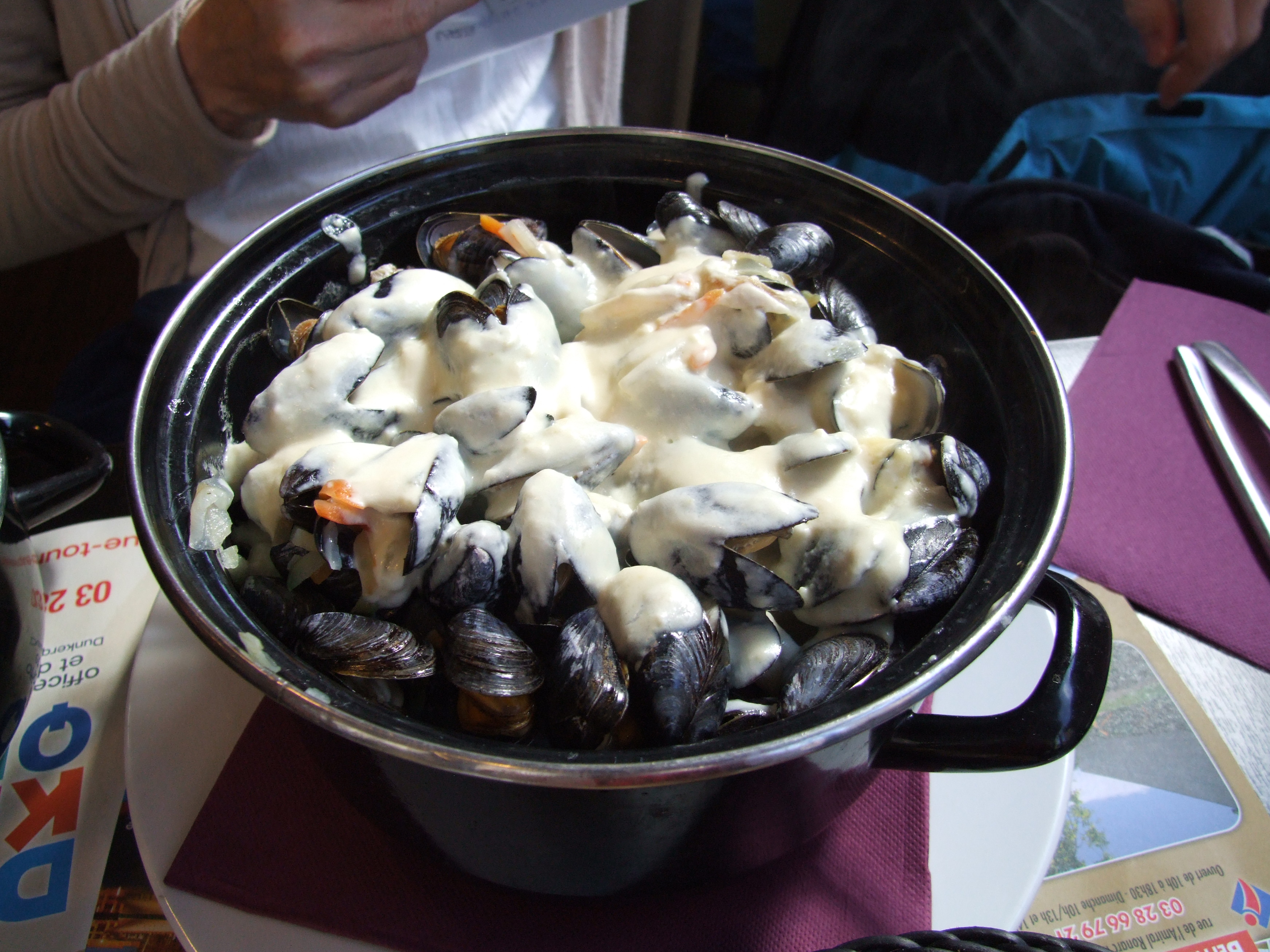
チーズで炒めたムール・フリット

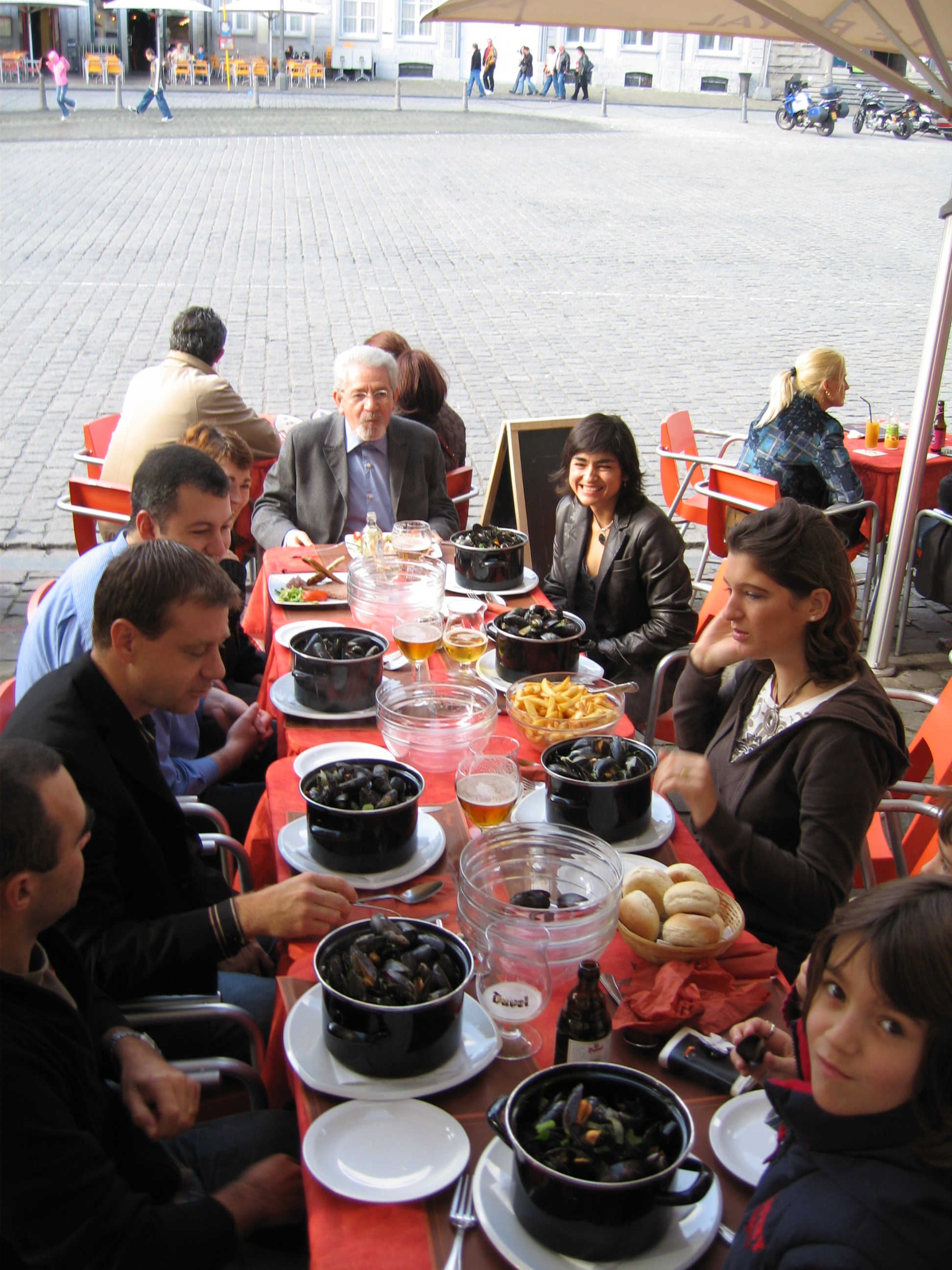
屋外レストランでの食事風景

ムール・フリット （フランス語：moules-frites、オランダ語：mosselen friet） は、ムール貝とフライドポテトのセットをメインとする代表的なベルギー料理である。発祥国のベルギーのみにとどまらず、フランスを中心にその他の北ヨーロッパ諸国でも高い人気を誇っている。ベルギーの郷土料理としてこの料理が挙げられることが多い。

## 歴史
ムール・フリットは世界中で人気があるが、その発祥はベルギーと考えられている。1781年のフラマン語で書かれた有名な写本には魚が入手出来ない冬の時期にフライドポテトに似た食べ物がベルギーの多くの家庭で調理されていたことが示されている。古くからベルギーの多くの家庭の主食になっていたムール貝とセットにして食べるのが人々の間でゆっくりと広まり、いつの間にか一般的になっていた。
ベルギー人は自分達の国でフライドポテトが生まれたと主張しているが、その起源が不明である故にいくつかの国でもこれと同様の主張がある。

## 調理法

### ムール貝
ムール貝は様々な方法で調理することが出来る。一般的なのが以下の料理である。
- ムール貝の白ワイン蒸し（Moules marinières）：おそらく最も一般的かつ世界的に知られているレシピである[5]。食材には白ワイン、エシャロット、パセリ、バターを用いる[6]。
- ムール貝のナチュール（Moules natures）：セロリとネギのような香味野菜やバターで炒める。オリジナルに近く、貝の繊細な味をなるべく楽しむ[1]。
- ムール貝のクリーム蒸し（Moules à la crème）：白ワインを用いて炒め、クリームを付け足すことでより濃厚な風味にする[1]。
- ムール貝のビール蒸し（Moules à la bière）：白ワインの代わりに醤油を含めたビールを用いて調理する[7]。
- ムール貝のガーリック蒸し（Moules à l'ail）：薄切りまたはみじん切りにしたニンニクを用いて調理する[1]。

ベルギーで食されるムール貝は一般的に、オランダのゼーラント州近くで養殖されている。8月末になると各レストランが競って「ムール貝出荷! 」と宣伝する。日本ではこのムール貝は入手困難である。

### フライドポテト
ベルギー料理で用いられるジャガイモの品種、ビンチェはデンプンの含量が多いので、フライドポテトの原材料に適している。一般的に表面の水分を飛ばして内側を加熱するために二度揚げがされる。一度、190°C（374°F）前後の超高温で揚げられる。
ベルギー国内ではマヨネーズをつけて食べるのが一般的である。

## 出され方と栄養
ムール貝とフライドポテトは後者がふやけないように通常は別々の器で出されるが、ムール貝の方は大抵は調理時に使用されたのと同じ鍋で出される。鍋は一人前で1-1.5㎏ほどあるが、若者も老人もこれを一人で全部食べ切ってしまう。
フランスの栄養士によると、栄養価やオメガ3脂肪酸を考慮した場合はフライドポテトは多くても150g（5.3oz）程度で、ムール貝の最適量は1ℓである。これは500-600calに相当する。

## 人気と大衆文化
ムール・フリットは郷土料理と考えられているほどベルギーでは非常に人気が高い。この料理のみしか出されないベルギーのレストランも容易に見付けることが出来るが、その調理法は様々で、15種類以上ある。また、テイラー・ネルソン・ソフレスが実施した調査によれば、フランスで最も好まれている料理としてもマグレ・ド・カナール（カモの胸肉）の21%を惜しくも下回る2位の20%を獲得している。
ベルギーのシンガーソングライター、ストロマエの2013年発売のアルバム『ラシーン・キャーリー』には「ムール・フリット」と題する歌が収録されている。